# Haleakalā
Le Haleakalā, aussi appelé East Maui Volcano ou Mauna Haleakalā, est un volcan des États-Unis situé dans l'archipel et État d'Hawaï, sur l'île de Maui.

## Géographie

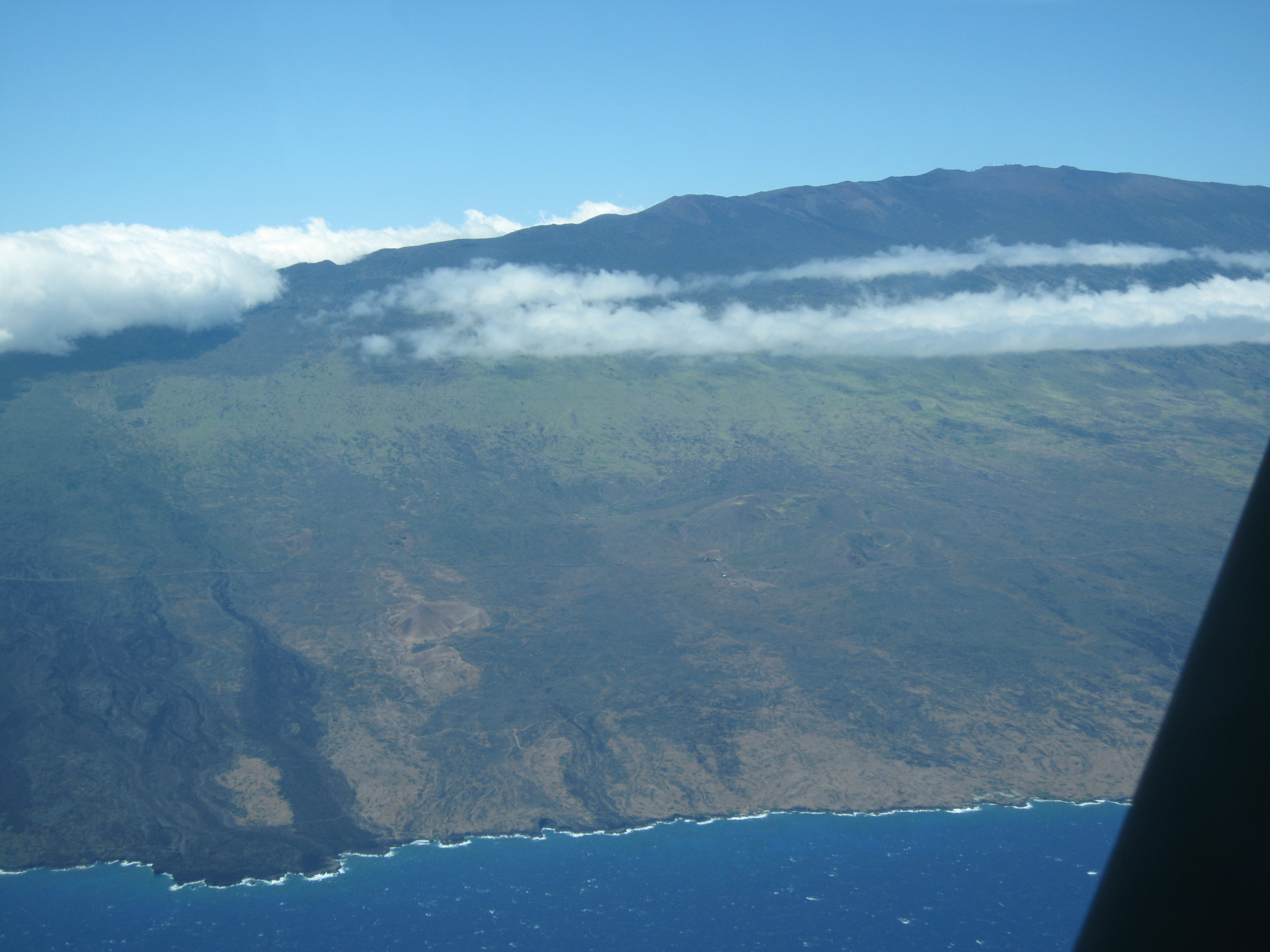
Vue aérienne du Haleakalā depuis le sud.

Le Haleakalā est situé aux États-Unis, dans l'archipel et État d'Hawaï, dans le Sud-Est de l'île de Maui. Ce volcan bouclier se présente sous la forme d'une montagne allongée dans le sens sud-ouest-est. Son sommet culminant à 3 055 mètres d'altitude est formé d'une vaste caldeira mesurant 9,5 kilomètres de longueur pour 3,5 kilomètres de largeur. Cette caldeira s'est formée non pas avec l'effondrement du sommet du volcan sur lui-même mais de la coalescence des vallées de Koolau et de Kaupo qui entaillent les flancs du volcan vers le nord-est et le sud-est en direction de l'océan Pacifique. Les différentes éruptions ont donné naissance à des cônes et des cratères volcaniques qui s'alignent du sud-ouest à l'est, matérialisant le rift ayant construit le volcan avec celui partant du sommet en direction du nord.
Le flanc Sud-Est ainsi que le sommet et la caldeira du volcan sont inclus dans le parc national de Haleakalā ainsi que la Haleakalā Wilderness. La Haleakalā Highway permet de gagner en voiture le sommet du volcan où se trouvent le centre des visiteurs du parc ainsi que le complexe astronomique comportant l'observatoire du Haleakalā.

## Histoire
La dernière éruption répertoriée sur le Haleakalā se serait produite aux alentours de 1750 mais elle n'est pas confirmée par les analyses des roches,.
Le volcan a connu 39 autres éruptions entre 8000 av. J-C. et le XVe siècle.